# Нагај
Нагај (енгл. Nagai Island) је ненасељено острво САД које припада савезној држави Аљаска. Површина острва износи 310 km². 